# Lucas de Deus Santos
Lucas de Deus Santos (Belo Horizonte, Brasil, 9 de octubre de 1982), también conocido como Cacá, es un futbolista brasileño. Juega de centrocampista y su equipo actual es el União Leiria de Portugal.

## Biografía
Cacá empezó su carrera futbolística en el São Paulo FC. Luego fichó por el Atlético Mineiro, donde nunca permaneció hasta 2005, a excepción de unos meses que jugó en el MSV Duisburgo de Alemania (2. Bundesliga).
En 2005 se marcha a jugar al Clube de Regatas Brasil.
En enero de 2006 ficha por su actual club, el Aalborg BK danés. Con este equipo se ha proclamado campeón de Liga en 2008. Debuta en la Liga de Campeones de la UEFA el 30 de septiembre de 2009 en un partido contra el Manchester United. Poco después marca su primer gol en esta competición al Celtic de Glasgow.
Vida privada
Cacá tiene dos hermanos mayores que también son futbolistas: Leonardo de Deus Santos, también conocido como Dedê, y Leandro de Deus Santos.-

## Selección nacional
Todavía no ha debutado con la Selección absoluta, aunque sí ha jugado con las categorías inferiores.
Conquistó la Copa Mundial de Fútbol Sub-17 de 1999. En este torneo Cacá jugó todos los partidos (6) y anotó un gol.

## Clubes
| Club                 | País      | Año       |
| -------------------- | --------- | --------- |
| São Paulo FC         | Brasil    | 1999      |
| Atlético Mineiro     | Brasil    | 2000-2001 |
| Sport Recife         | Brasil    | 2001-2002 |
| MSV Duisburgo        | Alemania  | 2003-2004 |
| Atlético Mineiro     | Brasil    | 2004      |
| Clube de Regatas     | Brasil    | 2005      |
| Aalborg Boldspilklub | Dinamarca | 2005-2009 |
| OB Odense            | Dinamarca | 2009-2011 |
| União Leiria         | Portugal  | 2011-     |

## Títulos
- 1 Campeonato Mineiro (Atlético Mineiro, 2000)
- 1 Liga de Dinamarca (Aalborg BK, 2008)
- 1 Copa Mundial de Fútbol Sub-17 (Selección brasileña sub-17, 1999)